# Campeonato Italiano de Futebol - Série A (2019–20)
O Campeonato Italiano de Futebol de 2019–20 (ou Serie A TIM, por razões de patrocínio) foi a 118.ª edição da competição máxima do futebol italiano. A Juventus defendeu o título de campeão. A temporada começou em 24 de agosto de 2019 e estava marcada para terminar em 24 de maio de 2020. No entanto, em 9 de março de 2020, o governo italiano suspendeu o campeonato até 3 de abril de 2020 devido à pandemia do COVID-19. A Série A não retomou os jogos nesta data, pois o governo estendeu o confinamento no país. A Série A foi retomada a a partir de 20 de junho, terminando em 2 de agosto.
Juventus foi novamente a campeã, sendo esse seu 36.º título e 9.º seguido.

## Regulamento
A Serie A é disputada por 20 clubes em dois turnos. Em cada turno, todos os times jogaram entre si uma única vez. Os jogos do segundo turno serão realizados na mesma ordem do primeiro, apenas com o mando de campo invertido. Não há campeões por turnos, sendo declarado campeão da Itália o time que obtiver o maior número de pontos após as 38 rodadas.

### Critérios de desempate
Caso haja empate de pontos entre dois clubes, os critérios de desempates serão aplicados na seguinte ordem:
1. Número de Pontos no Confronto Direto
2. Saldo de Gols no Confronto Direto
3. Saldo de Gols
4. Gols Feitos
5. Sorteio

## Promovidos e rebaixados na temporada anterior
Fora da primeira divisão desde a temporada de 2010–11, o Brescia retorna para a elite do futebol italiano com o título da Serie B de 2018–19 e vaga de forma direta, assim como o vice-campeão Lecce, que volta após sete temporadas de ausência. A terceira vaga ficou com o Hellas Verona, que garantiu a classificação no play-off de acesso, retornando após uma temporada de ausência. Os três times substituem Chievo, Frosinone e Empoli, rebaixados para a Serie B na temporada anterior, após 11 anos, 1 ano e 1 ano, respectivamente, no topo do futebol italiano.
| Pos. | Rebaixados da Serie A |
| ---- | --------------------- |
| 18º  | Empoli                |
| 19º  | Frosinone             |
| 20º  | Chievo                |

| Pos. | Promovidos da Serie B     |
| ---- | ------------------------- |
| 1º   | Brescia                   |
| 2º   | Lecce                     |
| 5º   | Hellas Verona (Play-offs) |

## Participantes

### Número de equipes por região
| Posição | Região             | Nº de equipes | Equipes                                   |
| ------- | ------------------ | ------------- | ----------------------------------------- |
| 1       | Emília-Romanha     | 4             | Bologna, Parma, Sassuolo e SPAL           |
| 1       | Lombardia          | 4             | Atalanta, Brescia, Internazionale e Milan |
| 3       | Lácio              | 2             | Lazio e Roma                              |
| 3       | Ligúria            | 2             | Genoa e Sampdoria                         |
| 3       | Piemonte           | 2             | Juventus e Torino                         |
| 6       | Apúlia             | 1             | Lecce                                     |
| 6       | Campânia           | 1             | Napoli                                    |
| 6       | Friul-Veneza Júlia | 1             | Udinese                                   |
| 6       | Sardenha           | 1             | Cagliari                                  |
| 6       | Toscana            | 1             | Fiorentina                                |
| 6       | Vêneto             | 1             | Hellas Verona                             |

### Informação dos clubes
| Equipe         | Cidade        | Estádio (mando)                   | Capac. | Material esportivo | Título(s)               | 2018–19   | Ref.                        |
| -------------- | ------------- | --------------------------------- | ------ | ------------------ | ----------------------- | --------- | --------------------------- |
| Atalanta       | Bérgamo       | Gewiss Stadium                    | 21 747 | Joma               | 0 (nenhum)              | 3º lugar  | [ 16 ] [ 17 ] [ 18 ] [ 19 ] |
| Bologna        | Bolonha       | Renato Dall'Ara                   | 36 532 | Macron             | 7 (último em 1963–64)   | 10º lugar | [ 20 ] [ 21 ] [ 18 ] [ 19 ] |
| Brescia        | Bréscia       | Mario Rigamonti                   | 16 743 | Acerbis            | 0 (nenhum)              |           | [ 22 ] [ 23 ] [ 18 ] [ 19 ] |
| Cagliari       | Cagliari      | Sardegna Arena                    | 16 233 | Macron             | 1 (em 1969–70)          | 15º lugar | [ 24 ] [ 25 ] [ 18 ] [ 19 ] |
| Fiorentina     | Florença      | Artemio Franchi                   | 43 147 | Le Coq Sportif     | 2 (último em 1968–69)   | 16º lugar | [ 26 ] [ 27 ] [ 18 ] [ 19 ] |
| Genoa          | Génova        | Luigi Ferraris                    | 36 348 | Kappa              | 9 (último em 1923–24)   | 17º lugar | [ 28 ] [ 29 ] [ 18 ] [ 19 ] |
| Hellas Verona  | Verona        | Marcantonio Bentegodi             | 39 211 | Macron             | 1 (em 1984–85)          |           | [ 30 ] [ 31 ] [ 18 ] [ 19 ] |
| Internazionale | Milão         | Giuseppe Meazza                   | 80 018 | Nike               | 18 (último em 2009–10)  | 4º lugar  | [ 32 ] [ 33 ] [ 18 ] [ 19 ] |
| Juventus       | Turim         | Allianz Stadium                   | 41 507 | Adidas             | 35 (último em 2018–19)  | 1º lugar  | [ 34 ] [ 35 ] [ 18 ] [ 19 ] |
| Lazio          | Roma          | Olímpico de Roma                  | 73 000 | Macron             | 2 (último em 1999–2000) | 8º lugar  | [ 36 ] [ 37 ] [ 18 ] [ 19 ] |
| Lecce          | Lecce         | Ettore Giardiniero - Via del Mare | 31 533 | M908               | 0 (nenhum)              |           | [ 38 ] [ 39 ] [ 18 ] [ 19 ] |
| Milan          | Milão         | San Siro                          | 80 018 | Puma               | 18 (último em 2010–11)  | 5º lugar  | [ 40 ] [ 41 ] [ 18 ] [ 19 ] |
| Napoli         | Nápoles       | San Paolo                         | 54 276 | Kappa              | 2 (último em 1989–90)   | 2º lugar  | [ 42 ] [ 43 ] [ 18 ] [ 19 ] |
| Parma          | Parma         | Ennio Tardini                     | 22 352 | Erreà              | 0 (nenhum)              | 14º lugar | [ 44 ] [ 45 ] [ 18 ] [ 19 ] |
| Roma           | Roma          | Olímpico de Roma                  | 73 000 | Nike               | 3 (último em 2000–01)   | 6º lugar  | [ 46 ] [ 47 ] [ 18 ] [ 19 ] |
| Sampdoria      | Génova        | Luigi Ferraris                    | 36 348 | Joma               | 1 (em 1990–91)          | 9º lugar  | [ 48 ] [ 49 ] [ 18 ] [ 19 ] |
| Sassuolo       | Reggio Emilia | Mapei Stadium                     | 21 525 | Kappa              | 0 (nenhum)              | 11º lugar | [ 50 ] [ 51 ] [ 18 ] [ 19 ] |
| SPAL           | Ferrara       | Paolo Mazza                       | 16 134 | Macron             | 0 (nenhum)              | 13º lugar | [ 52 ] [ 53 ] [ 18 ] [ 19 ] |
| Torino         | Turim         | Olímpico de Turim                 | 28 177 | Joma               | 7 (último em 1975–76)   | 7º lugar  | [ 54 ] [ 55 ] [ 18 ] [ 19 ] |
| Udinese        | Udine         | Dacia Arena - Stadio Friuli       | 25 000 | Macron             | 0 (nenhum)              | 12º lugar | [ 56 ] [ 57 ] [ 18 ] [ 19 ] |

### Mudança de técnicos
| Clube          | Antecessor           | Motivo                              | Data da vaga            | Pos           | Sucessor              | Data da nomeação        |
| -------------- | -------------------- | ----------------------------------- | ----------------------- | ------------- | --------------------- | ----------------------- |
| Roma           | Claudio Ranieri      | Fim de contrato                     | 26 de maio de 2019      | Pré-temporada | Paulo Fonseca         | 11 de junho de 2019     |
| Juventus       | Massimiliano Allegri | Consenso mútuo                      | 26 de maio de 2019      | Pré-temporada | Maurizio Sarri        | 16 de junho de 2019     |
| Milan          | Gennaro Gattuso      | Consenso mútuo                      | 28 de maio de 2019      | Pré-temporada | Marco Giampaolo       | 19 de junho de 2019     |
| Internazionale | Luciano Spalletti    | Demitido                            | 30 de maio de 2019      | Pré-temporada | Antonio Conte         | 31 de maio de 2019      |
| Sampdoria      | Marco Giampaolo      | Consenso mútuo, assinou com o Milan | 15 de junho de 2019     | Pré-temporada | Eusebio Di Francesco  | 22 de junho de 2019     |
| Genoa          | Cesare Prandelli     | Consenso mútuo                      | 20 de junho de 2019     | Pré-temporada | Aurelio Andreazzoli   | 14 de junho de 2019     |
| Hellas Verona  | Alfredo Aglietti     | Fim de contrato                     | 12 de junho de 2019     | Pré-temporada | Ivan Jurić            | 12 de junho de 2019     |
| Sampdoria      | Eusebio Di Francesco | Consenso mútuo                      | 07 de outubro de 2019   | 20º           | Claudio Ranieri       | 12 de outubro de 2019   |
| Milan          | Marco Giampaolo      | Demitido                            | 08 de outubro de 2019   | 13º           | Stefano Pioli         | 12 de outubro de 2019   |
| Genoa          | Aurelio Andreazzoli  | Demitido                            | 22 de outubro de 2019   | 19º           | Thiago Motta          | 22 de outubro de 2019   |
| Udinese        | Igor Tudor           | Demitido                            | 01 de novembro de 2019  | 14º           | Luca Gotti (interino) | 01 de novembro de 2019  |
| Brescia        | Eugenio Corini       | Demitido                            | 03 de novembro de 2019  | 18º           | Fabio Grosso          | 05 de novembro de 2019  |
| Brescia        | Fabio Grosso         | Demitido                            | 02 de dezembro de 2019  | 20º           | Eugenio Corini        | 02 de dezembro de 2019  |
| Napoli         | Carlo Ancelotti      | Demitido                            | 10 de dezembro de 2019  | 7º            | Gennaro Gattuso       | 11 de dezembro de 2019  |
| Fiorentina     | Vincenzo Montella    | Demitido                            | 21 de dezembro de 2019  | 14º           | Giuseppe Iachini      | 23 de dezembro de 2019  |
| Genoa          | Thiago Motta         | Demitido                            | 28 de dezembro de 2019  | 20º           | Davide Nicola         | 28 de dezembro de 2019  |
| Torino         | Walter Mazzarri      | Consenso mútuo                      | 4 de fevereiro de 2020  | 12º           | Moreno Longo          | 28 de dezembro de 2019  |
| Brescia        | Eugenio Corini       | Demitido                            | 5 de fevereiro de 2020  | 19º           | Diego López           | 5 de fevereiro de 2020  |
| SPAL           | Leonardo Semplici    | Demitido                            | 10 de fevereiro de 2020 | 20º           | Luigi Di Biagio       | 10 de fevereiro de 2020 |
| Cagliari       | Rolando Maran        | Demitido                            | 3 de março de 2020      | 11º           | Walter Zenga          | 3 de março de 2020      |

## Classificação
| Pos. | Equipes        | Pts | J  | V  | E  | D  | GP | GC | SG  | Classificação ou rebaixamento                            |
| ---- | -------------- | --- | -- | -- | -- | -- | -- | -- | --- | -------------------------------------------------------- |
| 1    | Juventus       | 83  | 38 | 26 | 5  | 7  | 76 | 43 | 33  | Fase de Grupos da Liga dos Campeões da UEFA de 2020–21   |
| 2    | Internazionale | 82  | 38 | 24 | 10 | 4  | 80 | 36 | 44  | Fase de Grupos da Liga dos Campeões da UEFA de 2020–21   |
| 3    | Atalanta       | 78  | 38 | 23 | 9  | 6  | 98 | 48 | 50  | Fase de Grupos da Liga dos Campeões da UEFA de 2020–21   |
| 4    | Lazio          | 78  | 38 | 24 | 6  | 8  | 79 | 42 | 37  | Fase de Grupos da Liga dos Campeões da UEFA de 2020–21   |
| 5    | Roma           | 70  | 38 | 21 | 7  | 10 | 77 | 51 | 26  | Fase de Grupos da Liga Europa da UEFA de 2020–21         |
| 6    | Milan          | 66  | 38 | 19 | 9  | 10 | 63 | 46 | 17  | Fase de Grupos da Liga Europa da UEFA de 2020–21         |
| 7    | Napoli         | 62  | 38 | 18 | 8  | 12 | 61 | 50 | 11  | 2ª Pré-Eliminatória da Liga Europa da UEFA de 2020–21[a] |
| 8    | Sassuolo       | 51  | 38 | 14 | 9  | 15 | 69 | 63 | 6   |                                                          |
| 9    | Fiorentina     | 49  | 38 | 12 | 13 | 13 | 51 | 48 | 3   |                                                          |
| 10   | Parma          | 49  | 38 | 14 | 7  | 17 | 56 | 57 | −1  |                                                          |
| 11   | Hellas Verona  | 49  | 38 | 12 | 13 | 13 | 47 | 51 | −4  |                                                          |
| 12   | Bologna        | 47  | 38 | 12 | 11 | 15 | 52 | 65 | −13 |                                                          |
| 13   | Cagliari       | 45  | 38 | 11 | 12 | 15 | 52 | 56 | −4  |                                                          |
| 14   | Udinese        | 45  | 38 | 12 | 9  | 17 | 37 | 51 | −14 |                                                          |
| 15   | Sampdoria      | 42  | 38 | 12 | 6  | 20 | 48 | 65 | −17 |                                                          |
| 16   | Torino         | 40  | 38 | 11 | 7  | 20 | 46 | 68 | −22 |                                                          |
| 17   | Genoa          | 39  | 38 | 10 | 9  | 19 | 47 | 72 | −25 |                                                          |
| 18   | Lecce          | 35  | 38 | 9  | 8  | 21 | 52 | 85 | −33 | Zona de rebaixamento à Serie B de 2020–21                |
| 19   | Brescia        | 25  | 38 | 6  | 7  | 25 | 35 | 79 | −44 | Zona de rebaixamento à Serie B de 2020–21                |
| 20   | SPAL           | 20  | 38 | 5  | 5  | 28 | 27 | 77 | −50 | Zona de rebaixamento à Serie B de 2020–21                |

Notas:

- a ^  Como o Napoli, campeão da Copa da Itália, está atualmente entre os seis primeiros colocados da Serie A, a vaga da 2ª Pré-Eliminatória da Liga Europa, originalmente reservada para o sexto colocado, será concedida ao sétimo colocado.

| Fonte: - Lega Serie A (em italiano) - Soccerway (em português) |  | Regras de classificação: 1. Pontos; 2. Pontos no confronto direto; 3. Saldo de gols no confronto direto; 4. Saldo de gols; 5. Gols marcados; 6. Sorteio. |

## Confrontos
- Atualizado até 3 de agosto de 2020.[87]

|                | ATA | BOL | BRE | CAG | FIO | GEN | HEL | INT | JUV | LAZ | LEC | MIL | NAP | PAR | ROM | SAM | SAS | SPA | TOR | UDI |
| -------------- | --- | --- | --- | --- | --- | --- | --- | --- | --- | --- | --- | --- | --- | --- | --- | --- | --- | --- | --- | --- |
| Atalanta       | —   | 1–0 | 6–2 | 0–2 | 2–2 | 2–2 | 3–2 | 0–2 | 1–3 | 3–2 | 3–1 | 5–0 | 2–0 | 5–0 | 2–1 | 2–0 | 4–1 | 1–2 | 2–3 | 7–1 |
| Bologna        | 2–1 | —   | 2–1 | 1–1 | 1–1 | 0–3 | 1–1 | 1–2 | 0–2 | 2–2 | 3–2 | 2–3 | 1–1 | 2–2 | 1–2 | 2–1 | 1–2 | 1–0 | 1-1 | 1–1 |
| Brescia        | 0–3 | 3–4 | —   | 2–2 | 0–0 | 2–2 | 2–0 | 1–2 | 1–2 | 1–2 | 3–0 | 0–1 | 1–2 | 1–2 | 0–3 | 1–1 | 0–2 | 2–1 | 0–4 | 1–1 |
| Cagliari       | 0–1 | 3–2 | 0–1 | —   | 5–2 | 3–1 | 1–1 | 1–2 | 2-0 | 1–2 | 0–0 | 0–2 | 0–1 | 2–2 | 3–4 | 4–3 | 1–1 | 2–0 | 4–2 | 0-1 |
| Fiorentina     | 1–2 | 4-0 | 1–1 | 0–0 | —   | 0–0 | 1–1 | 1–1 | 0–0 | 1–2 | 0–1 | 1–1 | 3–4 | 1–1 | 1–4 | 2–1 | 1–3 | 1–0 | 2–0 | 1–0 |
| Genoa          | 1–2 | 0–0 | 3–1 | 1–0 | 2–1 | —   | 3-0 | 0-3 | 1–3 | 2–3 | 2–1 | 1–2 | 1–2 | 1–4 | 1–3 | 0–1 | 2–1 | 2–0 | 0–1 | 1–3 |
| Hellas Verona  | 1–1 | 1–1 | 2–1 | 2–1 | 1–0 | 2–1 | —   | 2–2 | 2–1 | 1-5 | 3–0 | 0–1 | 0–2 | 3–2 | 1–3 | 2–0 | 0–1 | 3–0 | 3–3 | 0–0 |
| Internazionale | 1–1 | 1–2 | 6–0 | 1–1 | 0-0 | 4–0 | 2–1 | —   | 1–2 | 1–0 | 4–0 | 4–2 | 2–0 | 2–2 | 0–0 | 2–1 | 3–3 | 2–1 | 3–1 | 1–0 |
| Juventus       | 2–2 | 2–1 | 2–0 | 4–0 | 3–0 | 2–1 | 2–1 | 2–0 | —   | 2–1 | 4–0 | 1–0 | 4–3 | 2–1 | 1–3 | 2-0 | 2–2 | 2–0 | 4-1 | 3–1 |
| Lazio          | 3–3 | 2–0 | 2–0 | 2–1 | 2–1 | 4–0 | 0–0 | 2–1 | 3–1 | —   | 4–2 | 0–3 | 1–0 | 2–0 | 1–1 | 5–1 | 1–2 | 5–1 | 4–0 | 3–0 |
| Lecce          | 2–7 | 2–3 | 3-1 | 2–2 | 1–3 | 2–2 | 0–1 | 1–1 | 1–1 | 2–1 | —   | 1–4 | 1–4 | 3-4 | 0–1 | 1–2 | 2–2 | 2–1 | 4–0 | 0–1 |
| Milan          | 1–1 | 5–1 | 1–0 | 1–3 | 1–3 | 1–2 | 1–1 | 0–2 | 4-2 | 1–2 | 2–2 | —   | 1–1 | 3–1 | 2–0 | 0–0 | 0–0 | 1–0 | 1–0 | 3–2 |
| Napoli         | 2–2 | 1–2 | 2–1 | 0–1 | 0–2 | 0–0 | 2–0 | 1–3 | 2–1 | 3–1 | 2–3 | 2–2 | —   | 1–2 | 2–1 | 2–0 | 2–0 | 3–1 | 2–1 | 2–1 |
| Parma          | 1–2 | 2–2 | 1–1 | 1–3 | 1–2 | 5–1 | 0–1 | 1–2 | 0–1 | 0–1 | 2–0 | 0–1 | 2–1 | —   | 2–0 | 2–3 | 1–0 | 0–1 | 3–2 | 2–0 |
| Roma           | 0–2 | 2–3 | 3–0 | 1–1 | 2-1 | 3–3 | 2–1 | 2–2 | 1–2 | 1–1 | 4–0 | 2–1 | 2–1 | 2–1 | —   | 2–1 | 4–2 | 3–1 | 0–2 | 0–2 |
| Sampdoria      | 0–0 | 1–2 | 5–1 | 3–0 | 1–5 | 1–2 | 2–1 | 1–3 | 1–2 | 0–3 | 1–1 | 1–4 | 2–4 | 0–1 | 0–0 | —   | 0–0 | 3–0 | 1–0 | 2–1 |
| Sassuolo       | 1–4 | 3–1 | 3–0 | 2–2 | 1–2 | 5–0 | 3–3 | 3–4 | 3–3 | 1–2 | 4–2 | 1–2 | 1–2 | 0–1 | 4–2 | 4–1 | —   | 3–0 | 2–1 | 0-1 |
| SPAL           | 2–3 | 1–3 | 0–1 | 0–1 | 1-3 | 1–1 | 0–2 | 0–4 | 1–2 | 2–1 | 1–3 | 2–2 | 1–1 | 1–0 | 1-6 | 0–1 | 1–2 | —   | 1-1 | 0–3 |
| Torino         | 0–7 | 1–0 | 3–1 | 1–1 | 2–1 | 3–0 | 1–1 | 0–3 | 0–1 | 1–2 | 1–2 | 2–1 | 0–0 | 1–1 | 1–1 | 1–3 | 2–1 | 1–2 | —   | 1–0 |
| Udinese        | 2–3 | 1–0 | 0–1 | 2–1 | 0–0 | 2–2 | 0–0 | 0–2 | 2–1 | 0–0 | 1–2 | 1–0 | 1–1 | 1–3 | 0–4 | 1–3 | 3–0 | 0–0 | 1–0 | —   |

Fonte: Lega Serie A (em italiano)
| Vitória do mandante; Vitória do visitante; Empate. | Em negrito os jogos "clássicos". |

## Desempenho
Clubes que lideraram o campeonato ao final de cada rodada:
| Rodadas | Rodadas | Rodadas | Rodadas | Rodadas | Rodadas | Rodadas | Rodadas | Rodadas | Rodadas | Rodadas | Rodadas | Rodadas | Rodadas | Rodadas | Rodadas | Rodadas | Rodadas | Rodadas | Rodadas | Rodadas | Rodadas | Rodadas | Rodadas | Rodadas | Rodadas | Rodadas | Rodadas | Rodadas | Rodadas | Rodadas | Rodadas | Rodadas | Rodadas | Rodadas | Rodadas | Rodadas | Rodadas |
| ------- | ------- | ------- | ------- | ------- | ------- | ------- | ------- | ------- | ------- | ------- | ------- | ------- | ------- | ------- | ------- | ------- | ------- | ------- | ------- | ------- | ------- | ------- | ------- | ------- | ------- | ------- | ------- | ------- | ------- | ------- | ------- | ------- | ------- | ------- | ------- | ------- | ------- |
| 1       | 2       | 3       | 4       | 5       | 6       | 7       | 8       | 9       | 10      | 11      | 12      | 13      | 14      | 15      | 16      | 17      | 18      | 19      | 20      | 21      | 22      | 23      | 24      | 25      | 26      | 27      | 28      | 29      | 30      | 31      | 32      | 33      | 34      | 35      | 36      | 37      | 38      |
| INT     | INT     | INT     | INT     | INT     | INT     | JUV     | JUV     | JUV     | JUV     | JUV     | JUV     | JUV     | INT     | INT     | INT     | INT     | INT     | JUV     | JUV     | JUV     | JUV     | INT     | JUV     | JUV     | JUV     | JUV     | JUV     | JUV     | JUV     | JUV     | JUV     | JUV     | JUV     | JUV     | JUV     | JUV     | JUV     |

Clubes que ficaram na última posição do campeonato ao final de cada rodada:
| Rodadas | Rodadas | Rodadas | Rodadas | Rodadas | Rodadas | Rodadas | Rodadas | Rodadas | Rodadas | Rodadas | Rodadas | Rodadas | Rodadas | Rodadas | Rodadas | Rodadas | Rodadas | Rodadas | Rodadas | Rodadas | Rodadas | Rodadas | Rodadas | Rodadas | Rodadas | Rodadas | Rodadas | Rodadas | Rodadas | Rodadas | Rodadas | Rodadas | Rodadas | Rodadas | Rodadas | Rodadas | Rodadas |
| ------- | ------- | ------- | ------- | ------- | ------- | ------- | ------- | ------- | ------- | ------- | ------- | ------- | ------- | ------- | ------- | ------- | ------- | ------- | ------- | ------- | ------- | ------- | ------- | ------- | ------- | ------- | ------- | ------- | ------- | ------- | ------- | ------- | ------- | ------- | ------- | ------- | ------- |
| 1       | 2       | 3       | 4       | 5       | 6       | 7       | 8       | 9       | 10      | 11      | 12      | 13      | 14      | 15      | 16      | 17      | 18      | 19      | 20      | 21      | 22      | 23      | 24      | 25      | 26      | 27      | 28      | 29      | 30      | 31      | 32      | 33      | 34      | 35      | 36      | 37      | 38      |
| LEC     | SAM     | SAM     | FIO     | SAM     | SAM     | SAM     | SAM     | SAM     | SAM     | SPA     | BRE     | BRE     | BRE     | SPA     | SPA     | GEN     | SPA     | SPA     | GEN     | BRE     | SPA     | SPA     | SPA     | SPA     | BRE     | BRE     | BRE     | BRE     | SPA     | SPA     | SPA     | SPA     | SPA     | SPA     | SPA     | SPA     | SPA     |

## Estatísticas
| Pos. | Jogador           | Equipe         | Gols |
| ---- | ----------------- | -------------- | ---- |
| 1    | Ciro Immobile     | Lazio          | 36   |
| 2    | Cristiano Ronaldo | Juventus       | 31   |
| 3    | Romelu Lukaku     | Internazionale | 23   |
| 4    | Francesco Caputo  | Sassuolo       | 21   |
| 5    | Duván Zapata      | Atalanta       | 18   |
| 5    | Luis Muriel       | Atalanta       | 18   |
| 5    | João Pedro        | Cagliari       | 18   |
| 8    | Andrea Belotti    | Torino         | 16   |
| 8    | Edin Džeko        | Roma           | 16   |
| 10   | Josip Iličić      | Atalanta       | 15   |

| Pos. | Jogador            | Equipe         | Assist. |
| ---- | ------------------ | -------------- | ------- |
| 1    | Alejandro Gómez    | Atalanta       | 16      |
| 2    | Luis Alberto       | Lazio          | 15      |
| 3    | Domenico Berardi   | Sassuolo       | 10      |
| 4    | Ciro Immobile      | Lazio          | 9       |
| 4    | Hakan Çalhanoğlu   | Milan          | 9       |
| 4    | Lorenzo Pellegrini | Roma           | 9       |
| 7    | Robin Gosens       | Atalanta       | 8       |
| 7    | Dejan Kulusevski   | Parma          | 8       |
| 7    | Alexis Sánchez     | Internazionale | 8       |

### Clean sheets
| Pos. | Jogador              | Equipe         | Clean sheets |
| ---- | -------------------- | -------------- | ------------ |
| 1    | Juan Musso           | Udinese        | 14           |
| 2    | Samir Handanovič     | Internazionale | 13           |
| 3    | Gianluigi Donnarumma | Milan          | 12           |
| 4    | Thomas Strakosha     | Lazio          | 11           |
| 4    | Wojciech Szczęsny    | Juventus       | 11           |
| 6    | Emil Audero          | Sampdoria      | 9            |
| 6    | Marco Silvestri      | Hellas Verona  | 9            |
| 8    | Bartłomiej Drągowski | Fiorentina     | 8            |
| 8    | Pierluigi Gollini    | Atalanta       | 8            |
| 10   | Salvatore Sirigu     | Torino         | 7            |

### Hat-tricks
| Jogador           | Para       | Contra        | Resultado | Data                   |
| ----------------- | ---------- | ------------- | --------- | ---------------------- |
| Domenico Berardi  | Sassuolo   | Sampdoria     | 4–1 (M)   | 01 de setembro de 2019 |
| Andreas Cornelius | Parma      | Genoa         | 5–1 (M)   | 20 de outubro de 2019  |
| Luis Muriel       | Atalanta   | Udinese       | 7–1 (M)   | 27 de outubro de 2019  |
| Cristiano Ronaldo | Juventus   | Cagliari      | 4–0 (M)   | 06 de janeiro de 2020  |
| Ciro Immobile     | Lazio      | Sampdoria     | 5–1 (M)   | 18 de janeiro de 2020  |
| Josip Iličić      | Atalanta   | Torino        | 7–0 (V)   | 25 de janeiro de 2020  |
| Duván Zapata      | Atalanta   | Lecce         | 7–2 (V)   | 1 de março de 2020     |
| Andreas Cornelius | Parma      | Genoa         | 4–1 (V)   | 23 de junho de 2020    |
| Mario Pašalić     | Atalanta   | Brescia       | 6–2 (M)   | 14 de julho de 2020    |
| Ciro Immobile     | Lazio      | Hellas Verona | 5–1 (V)   | 26 de julho de 2020    |
| Federico Chiesa   | Fiorentina | Bologna       | 4–0 (M)   | 29 de julho de 2020    |

Notas
4 Jogador marcou 4 gols ; (M) – Mandante (V) – Visitante

## Premiação

### Prêmios anuais
|                      | Jogador           | Equipe         |
| -------------------- | ----------------- | -------------- |
| Jogador Mais Valioso | Paulo Dybala      | Juventus       |
| Melhor Jogador Jovem | Dejan Kulusevski  | Parma          |
| Melhor Goleiro       | Wojciech Szczęsny | Juventus       |
| Melhor Defensor      | Stefan de Vrij    | Internazionale |
| Melhor Meio-campista | Alejandro Gómez   | Atalanta       |
| Melhor Atacante      | Ciro Immobile     | Lazio          |

### Jogador do mês
| Mês       | Jogador                 | Clube      | Ref.   |
| --------- | ----------------------- | ---------- | ------ |
| Setembro  | Franck Ribéry           | Fiorentina | [ 90 ] |
| Outubro   | Ciro Immobile           | Lazio      | [ 91 ] |
| Novembro  | Radja Nainggolan        | Cagliari   | [ 92 ] |
| Dezembro  | Sergej Milinković-Savić | Lazio      | [ 93 ] |
| Janeiro   | Cristiano Ronaldo       | Juventus   | [ 94 ] |
| Fevereiro | Luis Alberto            | Lazio      | [ 95 ] |
| Junho     | Alejandro Gómez         | Atalanta   | [ 96 ] |
| Julho     | Paulo Dybala            | Juventus   | [ 97 ] |

### Equipe do Ano
| Pos. | Jogador              | Clube          |
| ---- | -------------------- | -------------- |
| G    | Gianluigi Donnarumma | Milan          |
| LD   | Robin Gosens         | Atalanta       |
| Z    | Stefan de Vrij       | Internazionale |
| Z    | Leonardo Bonucci     | Juventus       |
| LE   | Theo Hernández       | Milan          |
| M    | Nicolò Barella       | Internazionale |
| M    | Alejandro Gómez      | Atalanta       |
| M    | Luis Alberto         | Lazio          |
| A    | Paulo Dybala         | Juventus       |
| A    | Ciro Immobile        | Lazio          |
| A    | Cristiano Ronaldo    | Juventus       |